# Peribatodes exquisita
Peribatodes exquisita är en fjärilsart som beskrevs av Lenek. Peribatodes exquisita ingår i släktet Peribatodes och familjen mätare. Inga underarter finns listade i Catalogue of Life.